# Robert Sarkisow
Robert Hazarowycz Sarkisow, ukr. Роберт Газарович Саркісов, ros. Роберт Газарович Саркисов, Robiert Gazarowicz Sarkisow (ur. 31 stycznia 1941 w Baku, Azerbejdżańska SRR, zm. maj 2004 w Chmielnickim, Ukraina) – ukraiński piłkarz pochodzenia ormiańskiego, grający na pozycji napastnika, trener piłkarski.

## Kariera piłkarska
Wychowanek zespołu piłkarskiego w Zakładzie im. Budionnogo w Baku. Pierwszy trener S.Żarikow. W 1959 rozpoczął karierę piłkarską w drużynie rezerw Nieftianika Baku. W 1960 został piłkarzem Podilla Kamieniec Podolski, do którego jego zaprosił rodzony w Baku trener Jurij Awanesow. Już latem tamtego roku został zaproszony do Dynama Chmielnicki. Latem 1970 przeniósł się do Tawrii Symferopol. Rozegrał tylko dwa mecze, dlatego w następnym roku powrócił do Dynama Chmielnicki, w którym zakończył karierę piłkarza.

## Kariera trenerska
Po zakończeniu kariery piłkarza rozpoczął pracę szkoleniowca. W latach 1972–1982 pracował w sztabie szkoleniowym Podilla Chmielnicki, który w różnych latach nazywał się również Dynamo i Chwyla. W klubie zajmował stanowisko dyrektora technicznego oraz asystenta trenera. 23 kwietnia 1976 stał na czele chmielnickiego klubu, którym kierował do lipca 1978. W rundzie wiosennej sezonu 1993/94 prowadził Chimik Żytomierz. 
W maju 2004 zmarł w Chmielnickim w wieku 64 lat. Został pochowany w Erywaniu.

## Sukcesy i odznaczenia

### Sukcesy piłkarskie
Dynamo Chmielnicki
- wicemistrz Ukraińskiej SRR: 1966

### Sukcesy indywiadualne
- król strzelców Mistrzostw Ukraińskiej SRR: 26 goli (1966)
- rekordzista klubu Podilla Chmielnicki w ilości strzelonych goli: 110 goli